# Потап и Настя
«Потап и Настя» — украинский дуэт, образованный в 2006 году Алексеем Потапенко и Анастасией Каменских. Продюсером, автором текстов и музыки, основным режиссёром и сценаристом клипов группы является Потапенко (Потап). В 2000-х коллектив был одним из самых популярных как в Украине, так и в России.
24 октября 2017 года дуэт снял видео, в котором Анастасия и Алексей сообщили о паузе в совместной музыкальной работе. Дуэт успешно просуществовал до этого момента 11,5 лет. Но позже, 31 октября, стало известно, что участники начинают сольную карьеру под псевдонимами ПТП и NK.
19 января 2020 года артисты вновь воссоединились для украинского вокального шоу «Голос страны».

## История
Музыканты познакомились в 2006 году, Алексей Потапенко (наст. имя) тогда искал вокалистку, которая бы исполняла припевы его песен. По рекомендации друзей он познакомился с Анастасией Каменских. Алексей, увидевший в Насте музыкальный потенциал, предложил ей создать отечественный R'n'B проект «Потап и Настя».
В 2007 году дуэт «Потап и Настя» победил на III Всероссийском конкурсе «Пять звёзд» и получил право исполнить гимн Олимпиады 2014 года в Сочи. Результаты работы музыкантов не заставили себя долго ждать — уже в 2008 году состоялся релиз дебютной пластинки дуэта «Не пара».

## Фильмография
В 2009 году Потап и Настя приняли участие в новогоднем мюзикле «Красная шапочка», где сыграли роли соответственно Волка и Красной шапочки. Также в этом мюзикле Анастасией Каменских была исполнена «Песня Красной Шапочки».
В 2011 году дуэт «Потап и Настя» исполнил композицию «Выкрутасы» — официальный саундтрек одноимённого фильма.
В 2014 году Потап и Настя озвучили персонажей мультфильма «7-й гном» Бивня и Пружинку соответственно, исполнив при этом несколько песен.
Также в этом году они «прикоснулись своими голосами» (слова Алексея Потапенко) к героям мультфильма «Бабай»: Анастасия озвучила Ведьму, а Алексей — Бабая.
В 2014 году дуэт снялся в фильме «Алиса в стране чудес», где Потап и Настя исполнили роли как отца и матери Афанасия, так и Кролика и мышки по прозвищу Рыжая Соня, в обличии которых вместе с Александром Кривошапко (он был в роли Безумного Шляпника) спели песню «По барабану».
В 2014 году приняли участие в украинском двухсерийном фильме «1+1 дома». В 1-й серии исполнили песню «Всё пучком», во 2-й серии исполнили песню «Чумачечая весна».

## Телевидение
- «Наши в Сочи» — ведущие (2007)
- «Караоке против Народа» (М1) — ведущие (2008—2009)
- «Guten Morgen» (М1) — ведущие (2009—2010)
- «Мясистый Тур» (М1) —  ведущие (2010)
- «Я люблю Украину» (1+1) — ведущие (2010)
- «USA — НЕ ПОПСА» (М1) — ведущие (2012)
- «Голос країни» (1+1) —  тренеры (2020)

## Туры
В 2016 году состоялся большой всемирный тур «Золотые киты», посвященный десятилетию дуэта. В этом же году состоялся концерт «Потап и Настя — 10 лет. Золотые Киты», который транслировал канал 1+1. Кроме того, в честь десятилетия дуэт выпустил альбом «Золотые киты — 10 лет (Live in Kiev)», который содержит 20 песен, исполненных вживую на концерте в Киеве. Юбилейная программа включала в себя хиты «Потапа и Насти» за 10 лет.
10 декабря 2016 года группы «Потап и Настя» и «Время и Стекло», объединившись, сделали совместное выступление на ежегодной украинской музыкальной премии «M1 Music Awards 2016», где Настя Каменских и Надя Дорофеева впервые вдвоём исполнили новую песню «Абнимос/Досвидос».
24 октября 2017 года дуэт снял видео, в котором Анастасия и Алексей сообщили о паузе в совместной музыкальной работе. Дуэт успешно просуществовал до этого момента 11 лет. Но позже, 31 октября, стало известно, что участники начинают сольную карьеру под псевдонимами ПТП и NK.

## Дискография
- 2008 — «Не пара»
- 2009 — «Не люби мне мозги»
- 2013 — «Всё пучком»
- 2015 — «Щит и Мяч»

## Видеоклипы
- Потап и Настя — Без любви (2006)
- Потап и Настя — Не пара (2007)
- Потап и Настя — В натуре (2007)
- Потап и Настя — Крепкие орешки (2007)
- Потап и Настя — Разгуляй (2008)
- Потап и Настя — На районе (2008)
- Потап и Настя — Почему (2008)
- Потап и Настя — Не люби мне мозги (2009)
- Потап и Настя — Новый год (2010)
- Потап и Настя — Край ми э ривер (2010)
- Потап и Настя — Чипсы, чиксы, лавандос (Село) (2010)
- Потап и Настя — Ты влип Филипп (2010)
- Потап и Настя — Выкрутасы (2011)
- Потап и Настя — Чумачечая весна (2011)
- Потап и Настя — Мы отменяем К. С. (2011)
- Потап и Настя — Не хватило воздуха (2011)
- Потап и Настя — Если вдруг (2011)
- Потап и Настя — Прилелето (2012)
- Потап и Настя — Улелето (2012)
- Потап и Настя — Awesome Summer (2013)
- Потап и Настя — РуРуРу (2013)
- Потап и Настя — Вместе (2013)
- Потап и Настя — Всё пучком (2013)
- Потап и Настя — Любовь со скидкой (2013)
- Потап и Настя — Уди Уди (2014)
- Потап и Настя — Бумдиггибай (2015)
- Потап и Настя feat. Бьянка — Стиль собачки (2015)
- Потап и Настя — Умамы (2016)
- Потап и Настя — Золотые киты (2016)
- Потап и Настя — Я……Я (Ядовитая) (2017)

## Награды
- «Золотой граммофон» (2008[2], 2011[3], 2012, 2014[4])
- Премия Муз-ТВ (2008)
- Премия RU.TV (2011, 2012)
- «M1 Music Awards» (2015, 2016)
- «M1 Music Awards 3 Elements» (2017) — за большой вклад в украинский шоу-бизнес

## Скандалы
В 2014 году, во время российско-украинской войны группа отметилась «благодарностью России от всех украинских артистов», которую произнёс на церемонии «RU.TV» со снятыми штанами. Продолжал концертную деятельность в России и дальше. Одновременно на концертах в Украине акцентировал свою патриотическую позицию.